# Nae ma-eum-ui punggeum
Nae ma-eum-ui punggeum (내 마음의 풍금) è un film prodotto in Corea del Sud nel 1999, diretto da Young-jae Lee.

## Trama
Negli anni '60 in una cittadina coreana giunge un nuovo e giovane insegnante dalla capitale per prendere il suo nuovo incarico. A scuola i suoi studenti gli presentano un sacco di sfide: molti di loro sono poveri, e non scrivono in modo appropriato; la lezione viene interrotta da lotte fra studenti o dalle visite dei familiari. Nondimeno gli studenti sembrano apprezzare le sue premure e lo incoraggiono nel suo approccio idealistico d'insegnare, sebbene non seguano attentamente ciò che gli impartisce. A questo punto una delle sue studentesse prende una cotta per lui. Approfitta del compito sul giornalismo giornaliero per commentare il suo metodo d'insegnamento e porgli domande curiosamente inquisitorie. Quando si accorge di una relazione che prende strada tra lui e un'altra insegnante, cerca di fare del suo meglio per screditare la sua rivale criticando la sua età e rubandole le scarpe.
Il regista sceglie un approccio spensierato per questo film, come evidenziato dagli scherzi occasionali e dalle rappresentazioni stereotipate degli insegnanti di una certa età a scuola. Tale umorismo aiuta a mettere gli ideali degli insegnanti e le passioni del primo amore in prospettiva, senza sminuire la serietà che ne sta dietro.